# Bogo (Filipiny)
Bogo – miasto na Filipinach, w regionie Środkowe Visayas, w prowincji Cebu.